# Francesco Giuseppe Arborio di Gattinara
Francesco Giuseppe Arborio di Gattinara (Gravellona Toce, 17 giugno 1658 – Torino, 14 ottobre 1743) è stato un arcivescovo cattolico italiano.

## Biografia

### Primi anni
Figlio quartogenito del marchese Carlantonio Mercurino, patrizio di Vercelli, capitano dell'esercito imperiale e Placida Besozzi, e fratello maggiore di Giovanni Mercurino Antonio anch'egli vescovo di Alessandria qualche anno dopo Francesco Giuseppe, nacque il 17 giugno 1658. La data della nascita di Angelo Antonio è incerta. Il Manno la pone nel 1656, mentre il Chenna nel 1658.
Nel 1676 entrò nell'istituto religioso dei chierici regolari di San Paolo, detti popolarmente barnabiti. Incominciò fin dall'anno 1685 a Milano i suoi corsi quaresimali, proseguendo i numerose città italiane tra cui si ricordano Udine, Venezia, Genova, Bologna, Firenze e poi ancora sull'isola di Malta. Nel 1703 divenne padre provinciale dell'istituto fino al 1706 quando si rese vacante la sede vescovile di Alessandria con la morte di Filippo Maria Resta.

### Vescovo di Alessandria
Papa Clemente XI lo nominò vescovo di Alessandria il 7 giugno 1706. Ricevette la consacrazione episcopale il 13 giugno dello stesso anno dal cardinale Francesco Paolucci. Il 29 settembre prese infine possesso della diocesi.
Cominciò il 18 febbraio del 1707 la visita pastorale della città e della diocesi. Altre due vennero replicate nel 1714 e nel 1722. Dopo la prima visita pastorale, il 27 e 28 maggio del 1711 celebrò l'undicesimo sinodo diocesano che diede alle stampe insieme agli altri dieci sinodi dei suoi predecessori, tutti fino ad allora pressoché inediti.
Ebbe una particolare cura del seminario: non si limitò al suo restauro e abbellimento, ma lo ampliò ancora con nuovi stabili per gli alunni e due camere ad uso suo e dei suoi successori per il tempo degli esercizi spirituali. Il 19 novembre 1716 istituì inoltre una nuova cattedra di teologia.
Gattinara fu maestro e ispiratore di Paolo Francesco Danei, il futuro san Paolo della Croce, fondatore della Congregazione della Passione di Gesù Cristo.

### L'assedio di Alessandria
I primi anni del suo governo alessandrino furono tumultuosi, coincidendo con il tempo della guerra di successione spagnola. Alessandria fu posta sotto assedio dalle truppe del Sacro Romano Impero sotto il comando del principe Eugenio di Savoia. In quel tempo Alessandria, sottomessa in virtù del giuramento di fedeltà prestato a Milano il 5 luglio 1701, era guarnita dai francesi per conto di Filippo V re di Spagna. Durante l'assedio citato, il 14 ottobre 1706, scoppiò un magazzino della cittadella militare. I danni furono ingenti e due monasteri, quello di Santa Margherita e quello di Santa Maria Maddalena, vennero gravemente danneggiati; due monache rimasero sepolte dal crollo della volta del coro del monastero di Santa Maria Maddalena. Il vescovo si adoperò affinché le religiose di detti monasteri potessero tornare alle rispettive abitazioni di famiglia, per poi alloggiarle in altri due monasteri, uno dell'Annunciata e l'altro di Santa Chiara.
Durante tale assedio molto fece presso il governatore don Francesco Colmeremo e gli amministratori della città, per la salute della gente di Alessandria con raccomandazioni e consigli. La mattina del 21 ottobre 1706 venne issata la bandiera bianca sul campanile della chiesa di Santa Maria di Castello che determinò la resa della città. I francesi si ritirarono a Bergoglio e, dopo due giorni, partirono alla volta di Susa. Lo stesso governatore Francesco Colmeremo giurò fedeltà all'Imperatore e a Carlo III.
L'8 marzo 1707 il barone Heinden, comandante per conto dell'imperatore Giuseppe I d'Asburgo lasciò Alessandria con le sue truppe, consegnandola a Ercole Tomaso Roero marchese di Cortanze, cavaliere dell'Ordine supremo della Santissima Annunziata, governatore della cittadella di Torino, viceré di Sardegna e capitano generale dell'Armata Sarda, il quale ne prese il possesso per il duca Vittorio Amedeo II di Savoia a cui giurò fedeltà il giorno seguente.

### Arcivescovo di Torino
Il 25 giugno 1727 fu promosso alla sede arcivescovile di Torino. Partì per Torino il 1º settembre e celebrò l'ingresso solenne il giorno 14 dello stesso mese.
La nomina ad arcivescovo di Torino fu susseguente la stipula del concordato fra Roma e Torino che aveva messo fine alla lunga controversia tra Vittorio Amedeo II e il papa. Secondo la Memoria concernente i requisiti che dovrebbero avere i promovendi per rimediare agli abusi delle diocesi, al nuovo arcivescovo di Torino si richiedeva una lunga esperienza, l'appartenenza a una famiglia "riguardevole", la capacità di intervenire presso quei numerosi ecclesiastici che, approfittando della lunga sede vacante, s'erano allontanati dall'abito. La scelta del sovrano cadde dunque su Gattinara.
Fra il 1727 e il 1731 il nuovo arcivescovo compì le visite pastorali e, pubblicato il primo sinodo diocesano nel 1729, sembrava ormai prossimo al cardinalato. La porpora fu invece concessa al marchese Carlo Vincenzo Maria Ferreri Thaon che nel 1727 gli era succeduto come vescovo di Alessandria. Fu tuttavia ricompensato con la nomina del fratello minore Gian Mercurino Antonio Gattinara a vescovo di Alessandria (Carlo Vincenzo era nel frattempo divenuto vescovo di Vercelli) sia con la nomina, il 29 gennaio 1730, a grande elemosiniere di Sua Maestà. Le sue fortune non terminarono con l'abdicazione di Vittorio Amedeo II. Il suo prestigio, infatti, rimase anche presso Carlo Emanuele III di Savoia. Nel settembre del 1731 al tentativo di Vittorio Amedeo di riprendere il potere, Carlo Emanuele si affidò all'arcivescovo per decidere sul da farsi. Il suo l'intervento fu determinante nel convincere Carlo Emanuele III della necessità di arrestare e imprigionare il padre.
Morì a Torino il 14 ottobre 1743.

## Genealogia episcopale e successione apostolica
La genealogia episcopale è:
- Cardinale Scipione Rebiba
- Cardinale Giulio Antonio Santori
- Cardinale Girolamo Bernerio, O.P
- Arcivescovo Galeazzo Sanvitale
- Cardinale Ludovico Ludovisi
- Cardinale Luigi Caetani
- Cardinale Ulderico Carpegna
- Cardinale Paluzzo Paluzzi Altieri degli Albertoni
- Cardinale Gaspare Carpegna
- Cardinale Fabrizio Paolucci
- Arcivescovo Francesco Giuseppe Arborio di Gattinara, B.

La successione apostolica è:
- Vescovo Dionigi Gioacchino Belmont, O.S.M. (1730)
- Vescovo Ignace-Dominique Grisella de Rosignan (1741)
- Vescovo Joseph-Nicolas Deschamps de Chaumont (1741)

## Stemma
| Immagine | Blasonatura |
| -------- | --- |
| \| \|    | Francesco Giuseppe Arborio di GattinaraArcivescovo di Torino D'azzurro alla croce di S. Andrea ancorata d'argento, accantonata da quattro gigli d'oro, al capo dello stesso caricato da un'aquila di nero, col capo dell'impero. Motto: Aut vincendum, aut moriendum |
|          | |